# Risin' to the Top
Risin' to the Top (aussi typographiée Rising to the Top) est une chanson du chanteur américain Keni Burke. Parue en 1982 sur l'album Changes, il s'agit de sa chanson phare.
La chanson, et notamment ses accords de guitare basse, a été samplée de nombreuses fois notamment par des artistes hip-hop, à l'exemple de The Notorious B.I.G. (Rap Phenomenon), Nas (Hey Nas), Doug E. Fresh (Keep Risin To The Top), Big Daddy Kane (Smooth Operator), LL Cool J (Around the Way Girl et Paradise), Pete Rock & C.L. Smooth (Take You There), Madlib (Pyramids),  Mary J. Blige (Love No Limit), O.C. (Born 2 Live), Mary Jane Girls (All Night Long), ou encore Sean Price (Sabado Gigante).
Risin' to the Top est aussi présente sur les musiques de Grand Theft Auto: Vice City Stories.